# Down on My Knees
Down on My Knees è un singolo della cantautrice tedesca Ayo, pubblicato il 4 settembre 2006 come primo estratto dal primo album in studio Joyful.

## Descrizione
Il brano è stato scritto da Ayo insieme a George Brenner, registrato da Ayo e prodotto da Jay Newland.

## Successo commerciale
Il brano ha ottenuto un notevole successo in Europa, permettendo ad Ayo di farsi conoscere al di fuori della Germania, suo paese di provenienza.

## Video musicale
Il videoclip, diretto dal regista italiano Pietro Di Zanno e prodotto da Jay Newland, mostra sequenze che si alternano in cui Ayo sta suonando la chitarra e cantando il brano in una stanza o su una spiaggia, vicino ad una roulotte. Verso la fine del video la cantante nella stanza comincia a battere i pugni contro una parete, a ritmo con la musica, fino a far crollare le pareti, rivelando l'ambiente esterno, cioè la spiaggia in cui erano ambientate le altre sequenze.

## Tracce
CD Single
1. Down On My Knees

CD Maxi
1. Down On My Knees
2. And It's Supposed to be love
3. Help Is Coming
4. Life Is Real
5. Only You

45 giri
1. Down on My Knees
2. Welcome Into My World

## Classifiche
| Classifica (2006) | Posizione più alta |
| ----------------- | ------------------ |
| Bielorussia       | 17                 |
| Finlandia         | 8                  |
| Italia            | 7                  |
| Paesi Bassi       | 94                 |